# Адипрасито, Карим
Карим Александер Адипрасито (* 1988 в Аахене) — немецкий математик.
Адипрасито изучал математику в Университете Дортмунда с 2007 года, закончил в 2010 году у Тюдора Замфиреску и получил докторскую степень в 2013 году в FU Berlin у Гюнтера Циглера (методы из дифференциальной геометрии в теории политопов). Во время учёбы он посетил Индийский технологический институт в Мумбаи в 2008/09 году и Еврейский университет в Иерусалиме в 2011/12 году. В 2013/14 году он был аспирантом в IHES, а в 2014/15 году он был стипендиатом общества Макса Планка в Еврейском университете. В 2015 и 2016 годах работал в Институте перспективных исследований. С 2015 года он был доцентом, а с 2016 года доцентом Еврейского университета. Кроме того, он временно занимал должность профессора в Лейпцигском университете. С 2019 года — профессор Копенгагенского университета.
Его исследовательские интересы включают в себя комбинаторику и особенно дискретную геометрию (политопы), особенно в отношении алгебраических и геометрических структур.
В 2015 году он получил Европейскую премию в области комбинаторной геометрии за большой и глубокий вклад в дискретную геометрию с использованием аналитических методов и особенно за решение старых проблем Перля и Шепарда (восходящих к Лежандр и Штайнице) на проекционно отличающемся многограннике. В 2016 году он получил стартовый грант ERC, а в 2018 году он был назначен членом Фонда Кнута и Элис Валленберг. В 2017 году он получил премию имени Клачков Еврейского университета.
Вместе с Arnau Padrol он закончил теорему Мнева об универсальности для реализации пространств простых политопов.
С Джуном Ха и Эриком Кацем он решил в 2015 году предположение Джан-Карло Рота, Херон и Уэльс, в котором говорится, что коэффициенты хроматического многочлена матроидов образуют лог-вогнутую последовательность, и доказательство показало неожиданную связь комбинаторных объектов с теорией Ходжа, первоначально исходящую из алгебраической геометрии. За это он был удостоен премии «Новые горизонты математики» в 2019 году.
В конце 2018 года он разгадал гипотезу Питера МакМаллена о триангуляционных сферах. За свою работу он получил премию EMS в 2020 году.